# Andrea Malchiodi
Andrea Malchiodi (Piacenza, 30 de septiembre de 1972) es un matemático y catedrático universitario italiano. 

## Biografía
Estudió en la Scuola Internazionale Superiore di Studi Avanzati (SISSA) en Trieste y es profesor en la Escuela Normal Superior de Pisa. 
Malchiodi es un experto en el cálculo de variaciones y ecuaciones en derivadas parciales. Ha sido galardonado con el Premio Caccioppoli 2006 y participó como conferenciante en el Congreso Internacional de Matemáticos en el año 2014. Malchiodi ganó el premio Ferran Sunyer i Balaguer con Antonio Ambrosetti en 2005.